# Еміль Стейнен
Йоаннес Еміліус "Еміль" Стейнен (нід. Joannes Emilius "Émile" Stijnen, 2 листопада 1907, Антверпен — 27 березня 1997) — бельгійський футболіст, що грав на позиції півзахисника за клуби «Берхем» та «Шарлеруа», а також національну збірну Бельгії. По завершенні ігрової кар'єри — тренер.

## Клубна кар'єра
У футболі дебютував 1927 року виступами за команду «Берхем», в якій провів вісім сезонів. 
1935 року перейшов до клубу «Шарлеруа», за який відіграв 8 сезонів.  Завершив професійну кар'єру футболіста виступами за команду «Шарлеруа» у 1943 році.
| Дата       | Місто      | Господарі  | Результат | Гості            | Турнір             | Голи | Примітки |
| ---------- | ---------- | ---------- | --------- | ---------------- | ------------------ | ---- | -------- |
| 01.05.1932 | Брюссель   | Бельгія    | 5 – 2     | Франція          | товариський матч   | -    |          |
| 05.06.1932 | Копенгаген | Данія      | 3 – 4     | Бельгія          | товариський матч   | -    |          |
| 12.06.1932 | Стокгольм  | Швеція     | 3 – 1     | Бельгія          | товариський матч   | -    |          |
| 31.03.1935 | Амстердам  | Нідерланди | 4 – 2     | Бельгія          | товариський матч   | -    |          |
| 14.04.1935 | Брюссель   | Бельгія    | 1 – 1     | Франція          | товариський матч   | -    |          |
| 28.04.1935 | Брюссель   | Бельгія    | 1 – 6     | Німецька імперія | товариський матч   | -    |          |
| 12.05.1935 | Брюссель   | Бельгія    | 0 – 2     | Нідерланди       | товариський матч   | -    |          |
| 30.05.1935 | Брюссель   | Бельгія    | 2 – 2     | Швейцарія        | товариський матч   | -    |          |
| 17.11.1935 | Брюссель   | Бельгія    | 5 – 1     | Швеція           | товариський матч   | -    |          |
| 16.02.1936 | Брюссель   | Бельгія    | 0 – 2     | Польща           | товариський матч   | -    |          |
| 08.03.1936 | Коломб     | Франція    | 3 – 0     | Бельгія          | товариський матч   | -    |          |
| 03.05.1936 | Брюссель   | Бельгія    | 1 – 1     | Нідерланди       | товариський матч   | -    |          |
| 09.05.1936 | Брюссель   | Бельгія    | 3 – 2     | Англія           | товариський матч   | -    |          |
| 24.05.1936 | Базель     | Швейцарія  | 1 – 1     | Бельгія          | товариський матч   | -    |          |
| 21.02.1937 | Брюссель   | Бельгія    | 3 – 1     | Франція          | товариський матч   | -    |          |
| 04.04.1937 | Антверпен  | Бельгія    | 2 – 1     | Нідерланди       | товариський матч   | -    |          |
| 18.04.1937 | Брюссель   | Бельгія    | 1 – 2     | Швейцарія        | товариський матч   | -    |          |
| 25.04.1937 | Ганновер   | Німеччина  | 1 – 0     | Бельгія          | товариський матч   | -    |          |
| 02.05.1937 | Роттердам  | Нідерланди | 1 – 0     | Бельгія          | товариський матч   | -    |          |
| 06.06.1937 | Белград    | Югославія  | 1 – 1     | Бельгія          | товариський матч   | -    |          |
| 10.06.1937 | Бухарест   | Румунія    | 2 – 1     | Бельгія          | товариський матч   | -    |          |
| 03.04.1938 | Антверпен  | Бельгія    | 1 – 1     | Нідерланди       | Відбір до ЧС 1938  | -    |          |
| 08.05.1938 | Лозанна    | Швейцарія  | 0 – 3     | Бельгія          | товариський матч   | -    |          |
| 15.05.1938 | Мілан      | Італія     | 6 – 1     | Бельгія          | товариський матч   | -    |          |
| 29.05.1938 | Брюссель   | Бельгія    | 2 – 2     | Югославія        | товариський матч   | -    |          |
| 05.06.1938 | Коломб     | Франція    | 3 – 1     | Бельгія          | ЧС 1938 - 1-й етап | -    |          |
| 29.01.1939 | Брюссель   | Бельгія    | 1 – 4     | Німецька імперія | товариський матч   | 1    |          |
| 19.03.1939 | Антверпен  | Бельгія    | 5 – 4     | Нідерланди       | товариський матч   | -    |          |
| 23.04.1939 | Амстердам  | Нідерланди | 3 – 2     | Бельгія          | товариський матч   | -    |          |
| 14.05.1939 | Льєж       | Бельгія    | 1 – 2     | Швейцарія        | товариський матч   | -    |          |
| 18.05.1939 | Брюссель   | Бельгія    | 1 – 3     | Франція          | товариський матч   | -    |          |
| Усього     |            | Матчів     | 31        |                  | Голів              | 1    |          |

## Кар'єра тренера
Розпочав тренерську кар'єру невдовзі по завершенні кар'єри гравця, 1944 року, очоливши тренерський штаб клубу «Шарлеруа».
1947 року став головним тренером команди «Беєрсхот», тренував команду з Антверпена п'ять років.
Останнім місцем тренерської роботи був клуб «Мехелен», головним тренером команди якого Еміль Стейнен був з 1959 по 1961 рік.
Помер 27 березня 1997 року на 90-му році життя.